# Mút cách âm
Mút cách âm là một bọt tế bào mở được sử dụng để xử lý âm thanh. Nó làm giảm sức cản của sân bay làm giảm sức cản của không khí, do đó làm giảm biên độ của sóng. Năng lượng bị tiêu tan dưới dạng nhiệt. Mút cách âm có thể được tạo ra với nhiều màu sắc, kích cỡ và độ dày khác nhau.
Mút cách âm có thể được gắn trên các vách tường, trần nhà, cửa ra vào và các tính năng khác của căn phòng để kiểm soát mức độ tiếng ồn, độ rung và tiếng vang.
Nhiều sản phẩm mút cách âm được xử lý bằng thuốc nhuộm và/hoặc chất chống cháy.

## Công dụng
Mục tiêu của mút cách âm là cải thiện chất lượng âm thanh bằng cách loại bỏ âm thanh còn sót lại trong bất kỳ không gian nào. Mục đích này đòi hỏi vị trí chiến lược của các tấm xốp âm trên tường, trần và sàn, loại bỏ hiệu quả sự cộng hưởng trong phòng.

### Tăng cường âm thanh
Mục tiêu là tăng cường các tính chất của âm thanh bằng cách cải thiện độ rõ của giọng nói và chất lượng âm thanh. Vì lý do này, bọt âm thường được sử dụng trong phòng thu âm. Mục đích là để giảm, nhưng không hoàn toàn loại bỏ, cộng hưởng trong phòng. Điều này đạt được bằng cách đặt các miếng bọt có kích thước tương tự, thường có dạng hình nón hoặc hình tam giác, trên các bức tường đối diện.

### Chức năng
Mút cách âm là một vật liệu nhẹ được làm từ bọt polyurethane hoặc polyether hoặc polyester, và cả bọt melamine đùn. Nó thường được cắt thành gạch - thường có hình kim tự tháp hoặc hình nêm - phù hợp để đặt trên tường của phòng thu âm hoặc một loại môi trường tương tự để hoạt động như một chất hấp thụ âm thanh, do đó nâng cao chất lượng âm thanh trong phòng.
Mút cách âm làm giảm hoặc loại bỏ tiếng vang và tiếng ồn nền bằng cách kiểm soát âm vang mà âm thanh có thể tạo ra bằng cách bật ra khỏi tường.   Loại hấp thụ âm thanh này khác với cách âm, thường được sử dụng để giữ cho âm thanh không thoát ra hoặc đi vào phòng. Do đó, mút cách âm được lắp đặt trong các phòng lớn như nhà thờ, giáo đường, phòng hòa nhạc. Những phòng này có không gian rộng, bằng phẳng và tiếng ồn chắc chắn sẽ dội lại trong phòng. Những thiết bị hấp thụ âm thanh này được sử dụng để cải thiện âm thanh của căn phòng, do đó làm giảm tiếng ồn trong phòng.
Bọt âm thường xử lý nhiều hơn với tần số trung và cao. Để xử lý các tần số thấp hơn, cần có các miếng bọt âm dày hơn nhiều; các miếng bọt âm lớn thường được đặt trong các góc của căn phòng và được gọi là bẫy âm bass. 